# Círculo de madera

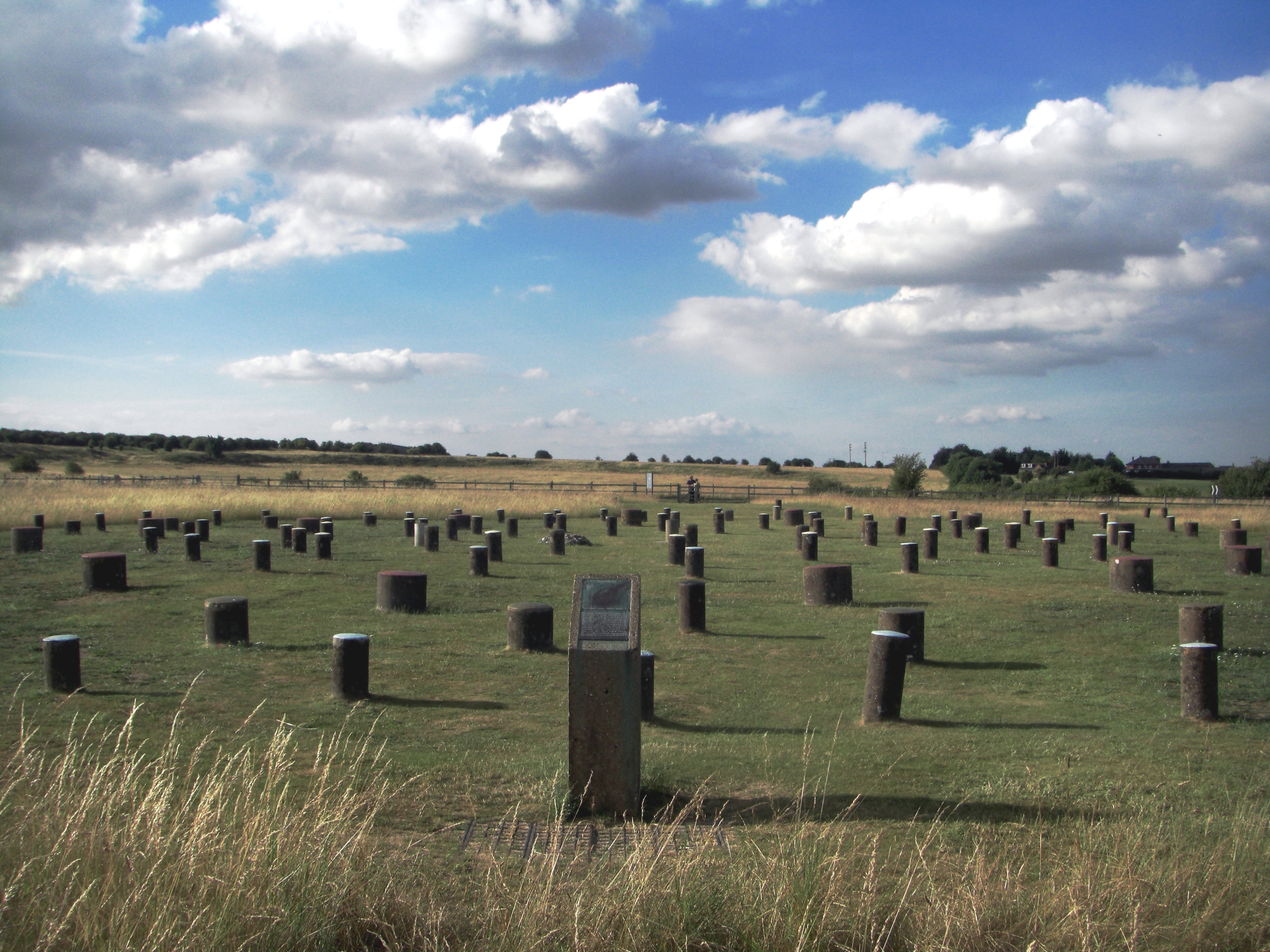
Círculo de Madera de Woodhenge con vista norte en el condado de Wiltshire, en Inglaterra.

En arqueología, los círculos de madera son conjuntos circulares de postes que se han interpretado bien como complejos de postes totémicos aislados o bien como estructuras para grandes edificios circulares.

## Archipiélago Atlántico
Los círculos de madera en las islas británicas e irlandesas datan de finales del Neolítico y principios de la Edad del Bronce. Los postes han desaparecido hace mucho tiempo y los sitios son identificados a partir de los hoyos donde se encontraban. La fotografía aérea y el estudio geofísico han llevado al descubrimiento de un número creciente de restos arqueológicos. A veces, debido a restos de postes al interior del hueco y a la ayuda en el diagnóstico.
Normalmente se constituían de postes que variaban entre 20 m y hasta 60 m de diámetro, por en general, separados por más de 0,5 m. Técnicamente, siempre estaban compuestos por al menos dos círculos concéntricos u óvalos de madera, aunque existen variaciones a esta regla, como en los monumentos de Seahenge y Arminghall, ambos en Anglia Oriental, se describen a menudo como círculos de madera, aunque la semejanza es meramente superficial.
Los espacios grandes entre los postes se cree que han servido como entradas. En algunos casos los constructores sustituyeron los postes por piedras, ya que la madera se descomponía y  los círculos de piedra vinieron a reemplazarlos en fases posteriores.
Aparecen ya sean solos o en el contexto de otros monumentos, conocidos como henges, tal como Woodhenge y recintos henge (henges de más de 300 m) como lo es Durrington Walls. Los únicos ejemplos de círculos de madera excavados que se encontraron independientes de otros contextos son Seahenge en Norfolk y las primeras fases de El Santuario en Wiltshire.
Probablemente tuvieron propósitos rituales. Los huesos de animales y los residuos domésticos encontrados en muchos sitios de los círculos madera implican algún tipo de habitación temporal y fiestas de temporada. Estos fueron construidos en terrenos altos y debieron ser muy visibles. Se han encontrado enterramientos aislados en algunos sitios pero no los suficientes como para sugerir un propósito funerario determinante.

## Estados Unidos
En Cahokia, una serie de grandes círculos de madera construidos de forma secuencial se han identificado durante la excavación. Estos también han sido interpretados como con un propósito ritual, que probablemente tiene que ver con el control de la información del calendario.